# Charlie Adam
Charlie Adam, właśc. Charles Graham Adam (ur. 10 grudnia 1985 w Dundee) – szkocki piłkarz występujący na pozycji środkowego pomocnika w Stoke City F.C. i reprezentacji Szkocji.

## Kariera klubowa
Przed rozpoczęciem kariery juniorskiej w Rangersach, Adam był zawodnikiem młodzieżowej drużyny Dundee F.C. w latach 1999–2003. Wychowanek akademii Rangers F.C. początki swojej seniorskiej kariery spędził na wypożyczeniach do innych klubów. Podczas wypożyczenia do St. Mirren podczas sezonu 2005/2006, Adam był członkiem drużyny, która sięgnęła po Scottish Challenge Cup i zwyciężyła w rozgrywkach First Division (druga klasa rozgrywkowa), występując w ponad trzydziestu spotkaniach the Saints. Od powrotu do Rangersów z końcem sezonu 2005/2006, Adam zyskał pewne miejsce w pierwszym składzie pod kierownictwem trenerów Paula Le Guena i Waltera Smitha. Ówczesna drużyna Szkota doszła również do finału Pucharu UEFA w 2008 roku. Po tym, jak nie wywalczył sobie miejsca w składzie Rangersów podczas sezonu 2008/2009, Adam został wypożyczony do angielskiego Blackpool, które wówczas występowało w Championship (druga klasa rozgrywkowa). Ostatecznie klub z Blackpool zdecydował się na wykupienie Szkota przed sezonem 2009/2010. Adam był wówczas podstawowym zawodnikiem zespołu, a drużyna której był kapitanem zwyciężyła w barażowym pojedynku z Cardiff City. W efekcie Blackpool awansowało do Premier League. Adam w trakcie swojego pierwszego sezonu w najwyższej klasie w Anglii zbierał bardzo pochlebne recenzje swojej gry, zdobywając nawet nominację do nagrody Zawodnika Roku według PFA w kwietniu 2011 roku.
Pomimo tego, że Blackpool nie zdołało utrzymać się w Premier League, postawa Adama została doceniona, a on sam przeniósł się w lipcu 2011 roku do Liverpoolu F.C. W sezonie 2011/2012 Adam zdobył z drużyną klubową Puchar Ligi Angielskiej.
Zaledwie po sezonie spędzonym w drużynie z Anfield Road, w letnim oknie transferowym sezonu 2012-2013 przeniósł się do innego klubu występującego w Premier League – Stoke City F.C.
Swojego pierwszego gola dla Stoke City zaliczył 10 listopada 2012 roku w meczu przeciwko Queens Park Rangers F.C.

## Kariera reprezentacyjna
Adam występował w rezerwach drużyny narodowej („reprezentacja B”), a obecnie jest podstawowym zawodnikiem reprezentacji Szkocji.

## Osiągnięcia

### Klubowe
St. Mirren
- Scottish First Division (1): 2005/2006
- Scottish Challenge Cup (1): 2005

Blackpool
- Faza play-off Championship (1): 2009/2010

Liverpool F.C.
- Puchar Ligi Angielskiej (1): 2011/2012

### Indywidualne
- Zawodnik Roku według PFA w Championship (1): 2009/2010
- Zawodnik miesiąca w Championship (1): styczeń 2010 roku